# 貝登堡 (書籍)
《貝登堡》（英語：Baden-Powell）是一本由提姆·吉爾於1989年所著作的羅伯特·貝登堡傳記作品。吉爾花了超過5年時間研究貝登堡並集結成書，首次在英國的哈奇森與耶魯大學出版社出版。本書曾經被紐約時報評論過。詹姆斯·卡薩達（James Casada）曾在《圖書館雜誌》撰寫這本書的評論，認為這本書「做了許多均衡與明確的評價，遠遠超越了之前（對於貝登堡事蹟與史料）的處理方式，而使得那些方式所產出的成果毫無意義可言。」